# Synodontis rukwaensis
Synodontis rukwaensis är en fiskart som beskrevs av Franz Martin Hilgendorf och Pappenheim, 1903. Synodontis rukwaensis ingår i släktet Synodontis och familjen Mochokidae. IUCN kategoriserar arten globalt som livskraftig. Inga underarter finns listade i Catalogue of Life.